# Parafia Trójcy Świętej w Polnicy
Parafia Trójcy Świętej w Polnicy – parafia rzymskokatolicka, znajdująca się w diecezji pelplińskiej, w dekanacie Człuchów.
Parafia została erygowana w 1905 roku.